# Jurassic Park (série de films)
Pour les articles homonymes, voir Jurassic Park (homonymie).
 Pour plus de détails, voir Fiche technique et Distribution

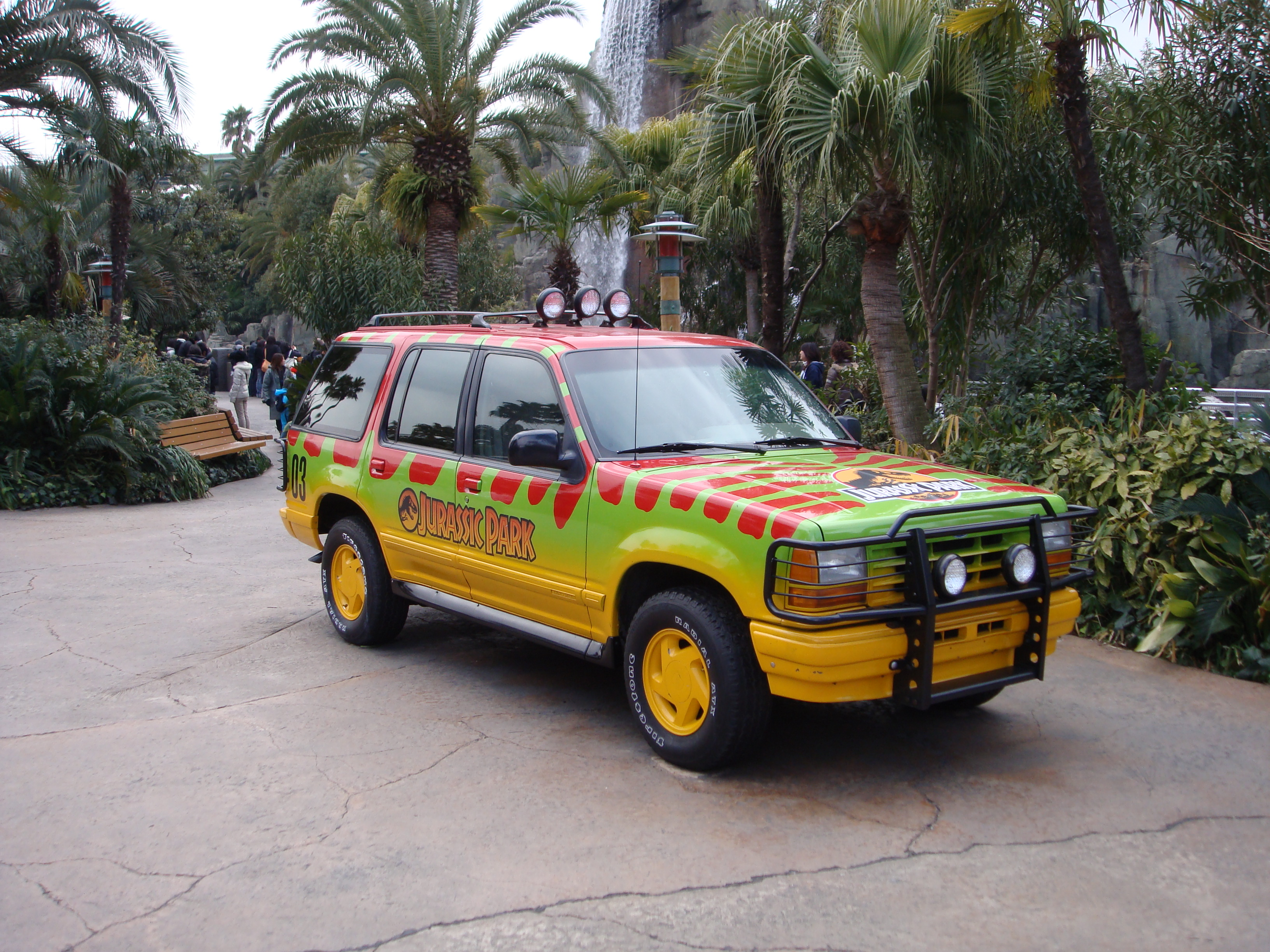
Une Ford Explorer du premier film Jurassic Park.

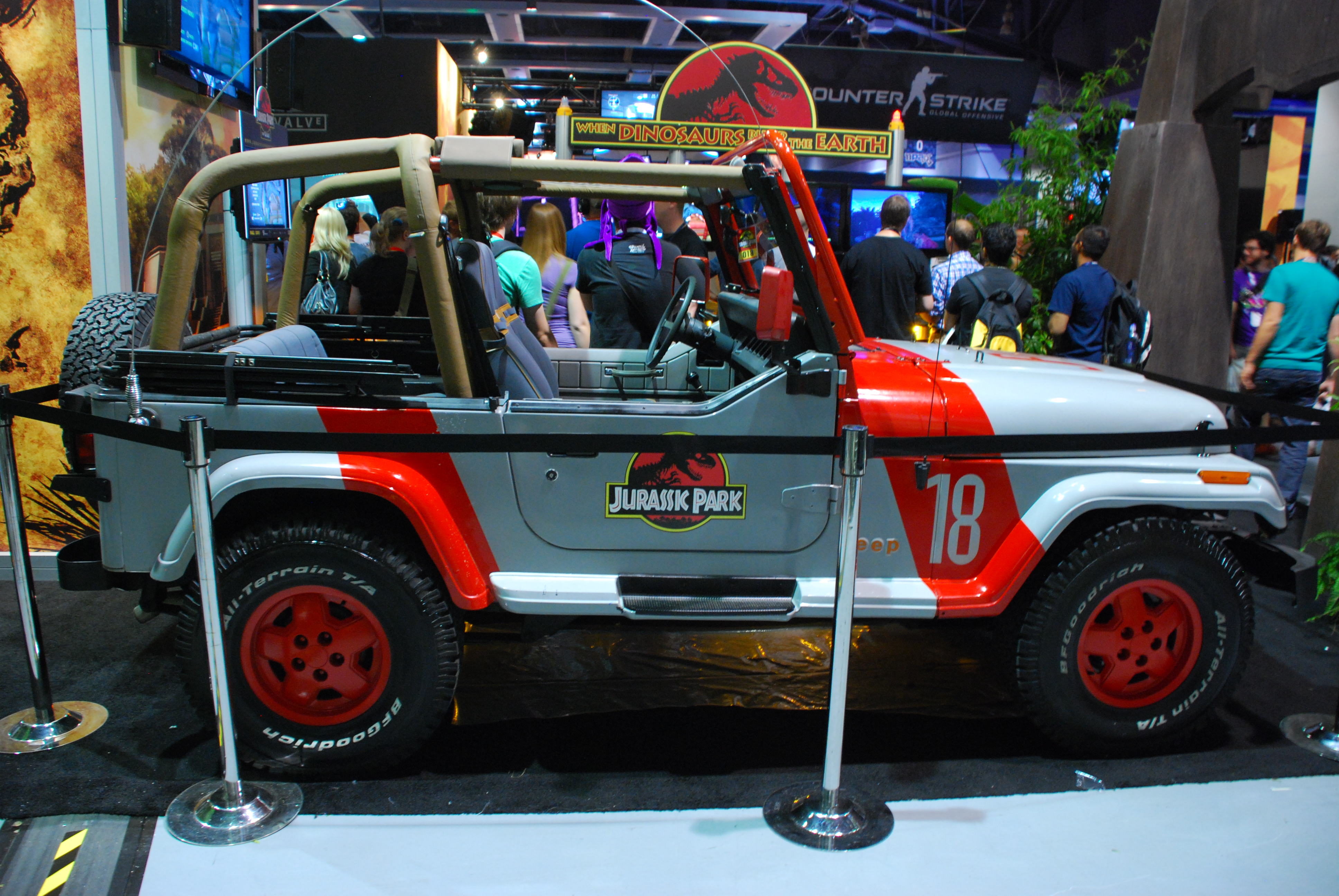
Jeep Wrangler du premier film, également visible dans le 4e opus.

Jurassic Park, ou Le Parc jurassique au Québec, est une saga cinématographique américaine constituée de sept films : Jurassic Park (1993), Le Monde perdu : Jurassic Park (1997), Jurassic Park 3 (2001), Jurassic World (2015), Jurassic World: Fallen Kingdom (2018), Jurassic World : Le Monde d'après (2022) et Jurassic World : Renaissance (2025).
Principalement produite par Universal Pictures et Amblin Entertainment, les deux premiers volets sont réalisés par Steven Spielberg, le troisième par Joe Johnston, le quatrième et le sixième par Colin Trevorrow, le cinquième par Juan Antonio Bayona et le septième par Gareth Edwards.
Les deux premiers volets sont librement adaptés des romans Jurassic Park (1990) et Le Monde perdu (1995) de Michael Crichton. Malgré des modifications significatives aux personnages et à l'ordre de l'action, ils préservent l'ensemble des scènes-clés des romans. La première trilogie a bénéficié du savoir-faire de l'équipe de Stan Winston pour la confection des animatroniques et d'Industrial Light & Magic pour les images de synthèse afin de présenter à l'écran des dinosaures réalistes.
Le succès des films donne naissance à des dérivés : un court métrage, deux série d'animation, des jeux vidéo et deux attractions des parcs Universal (Jurassic Park: The Ride et Universal's Islands of Adventure: Jurassic Park).

## Présentation
La saga Jurassic Park est constituée de sept films :
1. Jurassic Park, de Steven Spielberg, sorti en 1993
2. Le Monde perdu : Jurassic Park, de Steven Spielberg, sorti en 1997
3. Jurassic Park 3, de Joe Johnston, sorti en 2001
4. Jurassic World, de Colin Trevorrow, sorti en 2015
5. Jurassic World: Fallen Kingdom, de Juan Antonio Bayona, sorti en 2018
6. Jurassic World : Le Monde d'après, de Colin Trevorrow, sorti en 2022
7. Jurassic World : Renaissance, de Gareth Edwards, sorti en 2025

La saga est également développée en court métrage avec Battle at Big Rock (2019) de Colin Trevorrow.

## Synopsis

### Jurassic Park
Jurassic Park, ou Le Parc jurassique au Québec, est un film américain de science-fiction réalisé par Steven Spielberg, sorti en 1993. Adapté du roman homonyme de Michael Crichton publié en 1990, le film met en scène un parc d'attractions et animalier sur une île fictive nommée Isla Nublar située dans l'océan Pacifique, au large du Costa Rica. C'est l'histoire d'un milliardaire (Richard Attenborough) et de son équipe de généticiens parvenant à ramener à la vie des dinosaures grâce au clonage. Un petit groupe de visiteurs est invité à découvrir le parc pour confirmer sa viabilité avant son ouverture. Cependant, la visite tourne à la catastrophe lorsqu'un acte de sabotage industriel provoque l'arrêt des installations électriques et du système de sécurité du parc, entraînant alors l'évasion des dinosaures, parmi lesquels le dangereux Velociraptor. Le groupe doit alors lutter pour sa survie et s'échapper de l'île.

### Le Monde perdu: Jurassic Park
1997. Quatre ans après le terrible fiasco de Jurassic Park, le milliardaire John Hammond tente de préserver son poste au sein de la compagnie InGen. Mais son propre neveu, Peter Ludlow, l'évince du conseil et monte une expédition pour ramener les dinosaures sur le continent depuis Isla Sorna, une île voisine du parc. Hammond contacte Ian Malcolm pour l'informer de son nouveau projet : envoyer une équipe pour contrecarrer les plans de Ludlow et protéger l'île de toute intrusion malveillante.

### Jurassic Park 3
2001. Quatre ans après l'incident de San Diego, un couple propose au paléontologue Alan Grant de financer ses recherches contre un survol d’Isla Sorna. D’abord réticent, Grant finit par accepter et prend les airs avec son jeune assistant, Billy. Mais ils ne tardent pas à découvrir que le couple a l'intention de se poser sur l'île afin d'y rechercher Erik, leur fils de 12 ans disparu quelques semaines plus tôt. L’expédition tourne vite au cauchemar lorsque l’avion s'écrase au cœur de la jungle, laissant son équipage au milieu des dinosaures.

### Jurassic World
2015. Vingt-deux ans après le fiasco de Jurassic Park, le nouveau complexe Jurassic World accueille environ vingt mille visiteurs par jour sur Isla Nublar. Pour en augmenter la fréquentation, les généticiens du parc ont créé un dinosaure hybride à partir de l'ADN de plusieurs espèces, l'Indominus rex, lequel s'enfuit de son enclos et sème la terreur dans l'île.

### Jurassic World: Fallen Kingdom
2018. Trois ans après le terrible désastre du parc Jurassic World, un groupe d'intervention militaire se rend sur Isla Nublar pour extraire l'ADN du squelette de l'ancien dinosaure hybride, l’Indominus Rex, dont les restes se trouvent dans les fonds marins de l'île. Claire Dearing, qui préside dorénavant une association pour la protection des dinosaures, se bat pour sauver les dinosaures de l'île, menacée par une éruption volcanique. Elle est contactée par Benjamin Lockwood, vieil ami et ancien collègue fortuné de John Hammond. Celui-ci lui propose d'aller sauver onze espèces de dinosaures sur Isla Nublar et de les amener dans un « sanctuaire » spécialement créé pour les protéger, loin des humains. Claire a besoin d'Owen Grady pour cette mission. L'ancien dresseur de Velociraptors, qui vit aujourd'hui seul en montagne, rechigne d'abord à accepter l'invitation de Claire. Il décide finalement d'y aller. Claire et Owen se rendent donc sur l'île accompagnés de militaires, du spécialiste en informatique Franklin Webb et de Zia Rodriguez, une paléovétérinaire. Owen, Claire et leurs compagnons vont vite découvrir qu'ils se sont fait berner par l'associé de Lockwood, Eli Mills. Benjamin Lockwood se fait étrangler, laissant seule sa petite-fille Maisie. Owen et Claire l'adoptent.

### Jurassic World: Battle at Big Rock
Un an après la destruction d'Isla Nublar. Partie faire du camping dans le parc national de Big Rock au nord de la Californie, une famille reçoit la visite indésirable de plusieurs dinosaures.

### Jurassic World: Le Monde d'après
Quatre ans après la destruction de Isla Nublar. Les dinosaures font désormais partie du quotidien de l’humanité entière. Un équilibre fragile qui va remettre en question la domination de l’espèce humaine maintenant qu’elle doit partager son espace avec les créatures les plus féroces que l’histoire ait jamais connues. L'entreprise Biosyn, rivale d'InGen, crée une espèce de sauterelle disparue et la modifie pour qu'elle attaque les champs non-issus de Biosyn. Ellie Sattler demande à Alan Grant de l'accompagner dans les locaux du groupe pour y extraire une preuve. Elle mise sur l'invitation de Ian Malcolm. Owen et Claire veulent protéger Maisie et Blue, qui a une fille, Beta, mais la jeune fille et le bébé raptor sont capturés et envoyés à Biosyn. Dès lors, les héros des deux trilogies sont réunis pour la première et la toute dernière fois.

### Jurassic World: Renaissance
Sept ans après la destruction d'Isla Nublar, les Dinosaures commencent à disparaitre de la surface de la Terre, à cause d'une flore et d'une faune inadaptées. Une experte nommée Zora Bennett est engagée pour mener une mission secrète. Son équipe doit récupérer l'ADN de trois dinosaures dans une zone où ils ont trouvé refuge loin des climats changeants et des humains. Zora et son équipe vont croiser Reuben Delgado, un père accompagné de ses enfants et dont le bateau a chaviré. Tous vont se retrouver sur une des 5 îles renfermant un secret non divulgué à l’humanité jusqu’à aujourd’hui.

## Fiche technique
: films adaptés des romans de Michael Crichton.
|                            | Films                                 | Films                               | Films                                    | Films                                             | Films                                             | Films                                             | Films                                             |
| Jurassic Park (1993)       | Le Monde perdu : Jurassic Park (1997) | Jurassic Park 3 (2001)              | Jurassic World (2015)                    | Jurassic World: Fallen Kingdom (2018)             | Jurassic World : Le Monde d'après (2022)          | Jurassic World : Renaissance (2025)               |                                                   |
| -------------------------- | ------------------------------------- | ----------------------------------- | ---------------------------------------- | ------------------------------------------------- | ------------------------------------------------- | ------------------------------------------------- | ------------------------------------------------- |
| Titre original             | Jurassic Park                         | The Lost World: Jurassic Park       | Jurassic Park III                        | Jurassic World                                    | Jurassic World: Fallen Kingdom                    | Jurassic World Dominion                           | Jurassic World Rebirth                            |
| Titre québécois            | Le Parc jurassique                    | Le Monde perdu : Le Parc jurassique | Le Parc jurassique III                   | Monde jurassique                                  | Monde jurassique : Le Royaume déchu               | Monde jurassique : La Domination                  | Monde jurassique : La renaissance                 |
| Réalisateurs               | Steven Spielberg                      | Steven Spielberg                    | Joe Johnston                             | Colin Trevorrow                                   | Juan Antonio Bayona                               | Colin Trevorrow                                   | Gareth Edwards                                    |
| Scénaristes                | David Koepp                           | David Koepp                         | Peter Buchman Alexander Payne Jim Taylor | Derek Connolly Rick Jaffa Amanda Silver           | Derek Connolly                                    | Emily Carmichael                                  | David Koepp                                       |
| Scénaristes                |                                       |                                     | Colin Trevorrow                          |                                                   |                                                   |                                                   |                                                   |
| Producteurs                | Kathleen Kennedy                      | Kathleen Kennedy                    | Kathleen Kennedy                         | Frank Marshall (via The Kennedy/Marshall Company) | Frank Marshall (via The Kennedy/Marshall Company) | Frank Marshall (via The Kennedy/Marshall Company) | Frank Marshall (via The Kennedy/Marshall Company) |
| Producteurs                | Gerald R. Molen                       | Gerald R. Molen                     | Larry J. Franco                          | Patrick Crowley                                   | Colin Trevorrow (producteur délégué)              | Patrick Crowley                                   | Patrick Crowley                                   |
| Producteurs                | Colin Wilson (en)                     | Colin Wilson (en)                   | Steven Spielberg (producteur délégué)    | Steven Spielberg (producteur délégué)             | Steven Spielberg (producteur délégué)             | Steven Spielberg (producteur délégué)             | Steven Spielberg (producteur délégué)             |
| Producteurs                |                                       |                                     |                                          | Belén Atienza                                     |                                                   |                                                   |                                                   |
| Décors                     | Rick Carter                           | Rick Carter                         | Ed Verreaux                              | Ed Verreaux                                       | Andy Nicholson                                    | Kevin Jenkins                                     | Kevin Jenkins                                     |
| Décors                     |                                       |                                     |                                          |                                                   |                                                   | Richard Roberts                                   |                                                   |
| Montage                    | Michael Kahn                          | Michael Kahn                        | Robert Dalva                             | Kevin Stitt                                       | Bernat Vilaplana                                  | Mark Sanger                                       | Mark Sanger                                       |
| Musique                    | John Williams                         | John Williams                       | Donald Davis                             | Michael Giacchino                                 | Michael Giacchino                                 | Michael Giacchino                                 | Alexandre Desplat                                 |
| Sociétés de production     | Universal Pictures                    | Universal Pictures                  | Universal Pictures                       | Universal Pictures                                | Universal Pictures                                | Universal Pictures                                | Universal Pictures                                |
| Sociétés de production     | Amblin Entertainment                  |                                     |                                          |                                                   |                                                   |                                                   |                                                   |
| Sociétés de production     |                                       |                                     | The Kennedy/Marshall Company             |                                                   |                                                   |                                                   |                                                   |
| Sociétés de production     |                                       |                                     | Legendary Pictures                       |                                                   |                                                   |                                                   |                                                   |
| Sociétés de production     |                                       |                                     |                                          | Perfect World Pictures (en)                       |                                                   |                                                   |                                                   |
| Société de distribution    | Universal Pictures                    | Universal Pictures                  | Universal Pictures                       | Universal Pictures                                | Universal Pictures                                | Universal Pictures                                | Universal Pictures                                |
| Pays de production         | États-Unis                            | États-Unis                          | États-Unis                               | États-Unis                                        | États-Unis                                        | États-Unis                                        | États-Unis                                        |
| Genre                      | science-fiction, aventure, action     | science-fiction, aventure, action   | science-fiction, aventure, action        | science-fiction, aventure, action                 | science-fiction, aventure, action                 | science-fiction, aventure, action                 | science-fiction, aventure, action                 |
| Durée                      | 127 minutes                           | 129 minutes                         | 94 minutes                               | 125 minutes                                       | 128 minutes                                       | 147 minutes                                       | 133 minutes                                       |
| Durée                      | 127 minutes                           | 129 minutes                         | 94 minutes                               | 125 minutes                                       | 128 minutes                                       | 161 minutes (version longue)                      | 133 minutes                                       |
| Dates de sortie États-Unis | 11 juin 1993                          | 23 mai 1997                         | 18 juillet 2001                          | 12 juin 2015                                      | 22 juin 2018                                      | 10 juin 2022                                      | 2 juillet 2025                                    |
| Dates de sortie États-Unis | 5 avril 2013 (3D)                     | 23 mai 1997                         | 18 juillet 2001                          | 12 juin 2015                                      | 22 juin 2018                                      | 10 juin 2022                                      | 2 juillet 2025                                    |
| Dates de sortie France     | 20 octobre 1993                       | 22 octobre 1997                     | 8 août 2001                              | 10 juin 2015                                      | 6 juin 2018                                       | 8 juin 2022                                       | 4 juillet 2025                                    |

## Distribution
: films adaptés des romans de Michael Crichton.
| Personnages            | Films                | Films                                 | Films                  | Films                 | Films                                 | Films                                    | Films                               |
| Personnages            | Jurassic Park (1993) | Le Monde perdu : Jurassic Park (1997) | Jurassic Park 3 (2001) | Jurassic World (2015) | Jurassic World: Fallen Kingdom (2018) | Jurassic World : Le Monde d'après (2022) | Jurassic World : Renaissance (2025) |
| ---------------------- | -------------------- | ------------------------------------- | ---------------------- | --------------------- | ------------------------------------- | ---------------------------------------- | ----------------------------------- |
| Pr Ian Malcolm         | Jeff Goldblum        | Jeff Goldblum                         |                        |                       | Jeff Goldblum                         | Jeff Goldblum                            |                                     |
| Dr Henry Wu            | B. D. Wong           |                                       |                        | B. D. Wong            | B. D. Wong                            | B. D. Wong                               |                                     |
| Dr Alan Grant          | Sam Neill            |                                       | Sam Neill              |                       |                                       | Sam Neill                                |                                     |
| Dr Ellie Sattler       | Laura Dern           |                                       | Laura Dern             |                       |                                       | Laura Dern                               |                                     |
| Lewis Dodgson          | Cameron Thor (en)    |                                       |                        |                       |                                       | Campbell Scott                           |                                     |
| John Hammond           | Richard Attenborough | Richard Attenborough                  |                        |                       |                                       |                                          |                                     |
| Timothy « Tim » Murphy | Joseph Mazzello      | Joseph Mazzello (caméo)               |                        |                       |                                       |                                          |                                     |
| Alexis « Lex » Murphy  | Ariana Richards      | Ariana Richards (caméo)               |                        |                       |                                       |                                          |                                     |
| Robert Muldoon         | Bob Peck             |                                       |                        |                       |                                       |                                          |                                     |
| Donald Gennaro         | Martin Ferrero       |                                       |                        |                       |                                       |                                          |                                     |
| Ray Arnold             | Samuel L. Jackson    |                                       |                        |                       |                                       |                                          |                                     |
| Dennis Nedry           | Wayne Knight         |                                       |                        |                       |                                       |                                          |                                     |
| Juanito Rostagno       | Miguel Sandoval      |                                       |                        |                       |                                       |                                          |                                     |
| Peter Ludlow           |                      | Arliss Howard                         |                        |                       |                                       |                                          |                                     |
| Dr Sarah Harding       |                      | Julianne Moore                        |                        |                       |                                       |                                          |                                     |
| Roland Tempo           |                      | Pete Postlethwaite                    |                        |                       |                                       |                                          |                                     |
| Nick Van Owen          |                      | Vince Vaughn                          |                        |                       |                                       |                                          |                                     |
| Kelly Curtis           |                      | Vanessa Lee Chester                   |                        |                       |                                       |                                          |                                     |
| Dieter Stark           |                      | Peter Stormare                        |                        |                       |                                       |                                          |                                     |
| Ajaï Sidhu             |                      | Harvey Jason                          |                        |                       |                                       |                                          |                                     |
| Eddie Carr             |                      | Richard Schiff                        |                        |                       |                                       |                                          |                                     |
| Dr Robert Burke        |                      | Thomas Duffy                          |                        |                       |                                       |                                          |                                     |
| Paul Kirby             |                      |                                       | William H. Macy        |                       |                                       |                                          |                                     |
| Amanda Kirby           |                      |                                       | Tea Leoni              |                       |                                       |                                          |                                     |
| Erik Kirby             |                      |                                       | Trevor Morgan          |                       |                                       |                                          |                                     |
| Billy Brennan          |                      |                                       | Alessandro Nivola      |                       |                                       |                                          |                                     |
| Udesky                 |                      |                                       | Michael Jeter          |                       |                                       |                                          |                                     |
| Cooper                 |                      |                                       | John Diehl             |                       |                                       |                                          |                                     |
| Nash                   |                      |                                       | Bruce A. Young         |                       |                                       |                                          |                                     |
| Enrique Cardoso        |                      |                                       | Julio Oscar Mechoso    |                       |                                       |                                          |                                     |
| Owen Grady             |                      |                                       |                        | Chris Pratt           | Chris Pratt                           | Chris Pratt                              |                                     |
| Claire Dearing         |                      |                                       |                        | Bryce Dallas Howard   | Bryce Dallas Howard                   | Bryce Dallas Howard                      |                                     |
| Lowery Cruthers        |                      |                                       |                        | Jake Johnson          |                                       | Jake Johnson                             |                                     |
| Vic Hoskins            |                      |                                       |                        | Vincent D'Onofrio     |                                       |                                          |                                     |
| Gray Mitchell          |                      |                                       |                        | Ty Simpkins           |                                       |                                          |                                     |
| Zach Mitchell          |                      |                                       |                        | Nick Robinson         |                                       |                                          |                                     |
| Barry Sembène          |                      |                                       |                        | Omar Sy               |                                       | Omar Sy                                  |                                     |
| Zara Young             |                      |                                       |                        | Katie McGrath         |                                       |                                          |                                     |
| Karen Mitchell         |                      |                                       |                        | Judy Greer            |                                       |                                          |                                     |
| Scott Mitchell         |                      |                                       |                        | Andy Buckley          |                                       |                                          |                                     |
| Benjamin Lockwood      |                      |                                       |                        |                       | James Cromwell                        |                                          |                                     |
| Maisie Lockwood        |                      |                                       |                        |                       | Isabella Sermon                       | Isabella Sermon                          |                                     |
| Eli Mills              |                      |                                       |                        |                       | Rafe Spall                            |                                          |                                     |
| Franklin Webb          |                      |                                       |                        |                       | Justice Smith                         | Justice Smith                            |                                     |
| Zia Rodriguez          |                      |                                       |                        |                       | Daniella Pineda                       | Daniella Pineda                          |                                     |
| Gunnar Eversol         |                      |                                       |                        |                       | Toby Jones                            |                                          |                                     |
| Ken Wheatley           |                      |                                       |                        |                       | Ted Levine                            |                                          |                                     |
| Zora Bennett           |                      |                                       |                        |                       |                                       |                                          | Scarlett Johansson                  |
| Duncan Kinkaid         |                      |                                       |                        |                       |                                       |                                          | Mahershala Ali                      |
| Dr Henry Loomis        |                      |                                       |                        |                       |                                       |                                          | Jonathan Bailey                     |
| Martin Krebs           |                      |                                       |                        |                       |                                       |                                          | Rupert Friend                       |
| Reuben Delgado         |                      |                                       |                        |                       |                                       |                                          | Manuel Garcia-Rulfo                 |

## Accueil

### Critique
| Films                             | Rotten Tomatoes      | Metacritic       |
| --------------------------------- | -------------------- | ---------------- |
| Jurassic Park                     | 91 % (202 critiques) | 68/100 (20 avis) |
| Le Monde perdu : Jurassic Park    | 56 % (153 critiques) | 59/100 (18 avis) |
| Jurassic Park 3                   | 49 % (223 critiques) | 42/100 (30 avis) |
| Jurassic World                    | 72 % (358 critiques) | 59/100 (49 avis) |
| Jurassic World: Fallen Kingdom    | 47 % (430 critiques) | 51/100 (59 avis) |
| Jurassic World : Le Monde d'après | 29 % (405 critiques) | 38/100 (59 avis) |
| Jurassic World : Renaissance      | 51 % (386 critiques) | 50/100 (54 avis) |

### Box-office
| Film                                     | Recettes Monde  | Recettes États-Unis - Canada | Entrées France     | Budget        |
| ---------------------------------------- | --------------- | ---------------------------- | ------------------ | ------------- |
| Jurassic Park (1993)                     | 1 104 336 228 $ | 407 185 075 $                | 6 715 810 entrées  | 63 000 000 $  |
| Le Monde perdu : Jurassic Park (1997)    | 618 638 999 $   | 229 086 679 $                | 4 862 258 entrées  | 73 000 000 $  |
| Jurassic Park 3 (2001)                   | 368 780 809 $   | 181 171 875 $                | 2 069 263 entrées  | 93 000 000 $  |
| Jurassic World (2015)                    | 1 670 400 637 $ | 652 270 625 $                | 5 204 879 entrées  | 150 000 000 $ |
| Jurassic World: Fallen Kingdom (2018)    | 1 308 467 944 $ | 417 719 760 $                | 3 642 158 entrées  | 170 000 000 $ |
| Jurassic World : Le Monde d'après (2022) | 1 001 978 080 $ | 376 851 080 $                | 3 552 448 entrées  | 165 000 000 $ |
| Jurassic World : Renaissance (2025)      | 829 115 670 $   | 332 464 670 $                | 2 829 509 entrées  | 180 000 000 $ |
| Totaux                                   | 6 901 718 367 $ | 2 596 749 764 $              | 28 876 325 entrées | 894 000 000 $ |